# Diebsturm (Bönnigheim)

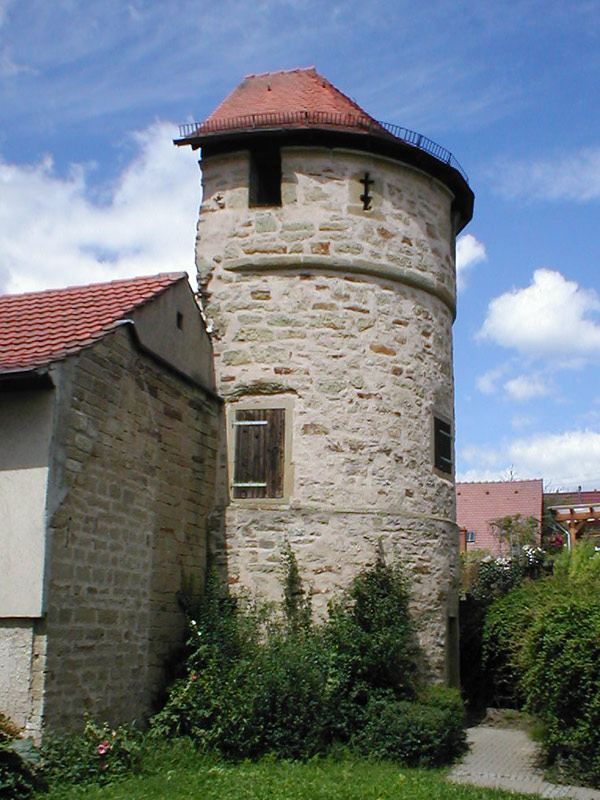
Diebsturm in Bönnigheim (2007)

Der Diebsturm in Bönnigheim, einer Stadt im Landkreis Ludwigsburg in Baden-Württemberg, wurde 1468 errichtet. Der Turm an der Bismarckstraße 3/2 ist ein geschütztes Kulturdenkmal. 
Der Turm mit einem Reststück der Stadtmauer ist ein massiver Halbrundturm mit Zinnen und Schlüssellochfenstern. Er wurde zum Flankenschutz vor die Stadtmauer gebaut und ist neben dem Köllesturm der letzte erhaltene Turm der mittelalterlichen Stadtbefestigung. 
Der Diebsturm ist ein Zeuge für die Stadtgeschichte und für die historische Verteidigungstechnik.